# Квадрифолий

Rotated Quadrifolium

Квадрифолий — один из видов плоской кривой, роза с n = 2 и d = 1. Кривая имеет полярное уравнение:
{\displaystyle r=\cos(2\theta ),}
с соответствующим алгебраическим уравнением
{\displaystyle (x^{2}+y^{2})^{3}=(x^{2}-y^{2})^{2}.}
После поворота системы координат на 45°, уравнение кривой принимает вид:
{\displaystyle r=\sin(2\theta )}
с соответствующим алгебраическим уравнением
{\displaystyle (x^{2}+y^{2})^{3}=4x^{2}y^{2}.}
Дуальная кривая к квадрифолию:
{\displaystyle (x^{2}-y^{2})^{4}+837(x^{2}+y^{2})^{2}+108x^{2}y^{2}=16(x^{2}+7y^{2})(y^{2}+7x^{2})(x^{2}+y^{2})+729(x^{2}+y^{2}).}